# Der Entenprinz
Der Entenprinz (jap. あひるの王子さま, Ahiru no Ōjisama) ist eine Manga-Reihe der japanischen Zeichnerin Ai Morinaga. Das Werk handelt von einem hässlichen Jungen, der durch einen Unfall und dessen Folgen plötzlich zu Schönheit gelangt. Der Manga kann den Genres Shōjo, Komödie und Romantik zugeordnet werden und wurde in mehrere Sprachen übersetzt, darunter ins Deutsche.

## Inhalt
Der Junge Reiichi Shiratori ist klein, übergewichtig und wird von seinen Mitschülern wegen seines Aussehens gehänselt. Außerdem ist er in das schönste Mädchen der Schule verliebt, Yumiko. Sie ist auch die einzige, die ihn mag. Sie teilen ihre Liebe zu Pflanzen und Reiichi ähnelt Yumikos Hund Mister. Doch eines Tages zieht Yumiko mit ihren Eltern in die USA. Am Tag des Abschieds läuft Mister davon und als Reiichi ihn davor bewahren will, überfahren zu werden, wird er selbst von dem Auto angefahren.
Ein Jahr später wacht er wieder auf, äußerlich völlig verändert und durch die Operationen zu einer Schönheit geworden. Er geht wieder zur Schule und erhofft sich nun ein besseres Leben. Dort trifft er wieder auf Yumiko, die aus den USA zurückgekehrt ist und ihn nicht wiedererkennt. Als Reiichi auch wieder auf ihren Hund Mister trifft, wird klar, warum er sich wirklich äußerlich so gewandelt hat. Mister ist in Wirklichkeit ein verwunschener Prinz, der von einem Zauberer in einen Hund verwandelt wurde. Er habe Reiichi am Tag des Unfalls ebenfalls verzaubert, sodass er nun schöner ist. Doch damit das anhält und Reiichi Yumiko den Hof machen kann, soll er Mister helfen, seine wahre Gestalt zurückzuerlangen.
Dafür müssen sie den Zauberer finden, der für die Verwünschung verantwortlich ist. Als dieser entpuppt sich bald Herr Takamura, der Lehrer von Reiichi und Yumiko. Jedoch hat Takamura das Zaubern verlernt und muss erst seine Kräfte zurückerlangen.

## Veröffentlichungen
Der Manga von Ai Morinaga wurde von März 2001 bis Juni 2003 im Magazin Asuka des Verlags Kadokawa Shoten veröffentlicht. Später wurde die Reihe in sechs Sammelbänden (Tankōbon) zusammengefasst. Das Werk erschien auf Englisch bei Central Park Media und auf Französisch bei Editions Tonkam. 2006 wurde eine spanische Fassung bei Planeta DeAgostini Comics veröffentlicht. Auf Deutsch erschien der Manga ab Juli 2006 beim Carlsen Verlag, welcher bis Oktober 2007 alle sechs Bände veröffentlicht hat. Die Übersetzung stammt von Kai Duhn und Rie Nishio.
Im April 2002 erschien in Japan eine Hörspiel-CD zum Manga, die vier Geschichten enthält.

## Rezeption
Laut Jason Thompson bietet die Geschichte eine Kombination aus Zeichnungen, die Elemente von Shōnen- und Shōjo-Manga mischen, vielen sexuellen Anspielungen fast ohne die Darstellung von Nacktheit und einem schadenfroh-grausamen Umgang mit dem glücklosen Protagonisten. Der Humor sei jedoch recht grob und gehe auch mal daneben. Die MangasZene bewertet: „Ein nett gemachter, unterhaltsamer Manga, der daran erinnert, daß Aussehen nicht alles und plastische Chirurgie nicht immer der Schlüssel zum Glück ist.“ In Rezensionen im Internet wird der Manga als humorvoll und stilvoll gezeichnet beschrieben. Die Charaktere seien jedoch oberflächlich und nur wenig interessant, nur Yumiko könne als verrücktes Mädchen überzeugen. Die vielen Super-Deformed-Zeichnungen würden die witzigen Situationen unterstützen und die Handlung abwechslungsreich machen.